# Ceylalictus warnckei
Ceylalictus warnckei är en biart som beskrevs av Pesenko 1983. Ceylalictus warnckei ingår i släktet Ceylalictus och familjen vägbin. Inga underarter finns listade i Catalogue of Life.